# Nagele
Nagele es un pueblo de 1.940 habitantes (al 1 de enero de 2021) ubicado en municipio de Noordoostpolder al sur de Emmeloord, Países Bajos.

## Ubicación
Nagele se encuentra junto a las  carreteras provinciales siguientes: la N352, la N716 y la N713 . También se sitúa junto a la  A6 .

## Historia
El nombre Nagele proviene de la isla del mismo nombre que se encuentra entre Urk y Schokland. Se menciona por primera vez en 1138. Ya existía una zona de agua al norte de Urk llamado Nagel o de Nagele  que se utilizó hasta el siglo XX. Su significado aún se desconoce. Nagele desapareció en el mar durante la Edad Media, entre las olas.
Moritz Schönfeld considera posible que Nagele apareciera con el nombre de Nakala en una carta emitida por el emperador alemán Otón I en el año 966. Es muy probable que fuera este Nakala el que se menciona como Nabalia en las Historias de Tácito. Si así fuera,  el pueblo más moderno de Noordoostpolder (pólder del Noreste) tiene el nombre más antiguo que se conserva.
Nagele es el último de los diez pueblos en el Noordoostpolder. En los años cincuenta se produjeron enormes cambios que aconsejaron facilitar que los trabajadores agrícolas vivieran en un pueblo, en lugar de  construir casas en las granjas cercanas. Para mejorar su calidad de vida, se permitió también que residentes ajenos al pólder pudieran alquilar una vivienda en Nagele en ese momento. Así, fue realmente Nagele el primer pueblo del Noordoostpolder donde se asentaron mucho residentes del Randstad.
Hay en el pueblo pequeñas instalaciones, un supermercado y un club de fútbol  (el VV Nagele). Aproximadamente a cuatro kilómetros de distancia hacia el sureste se encuentra el pueblo de Schokkerhaven.

## La construcción del nuevo Nagele

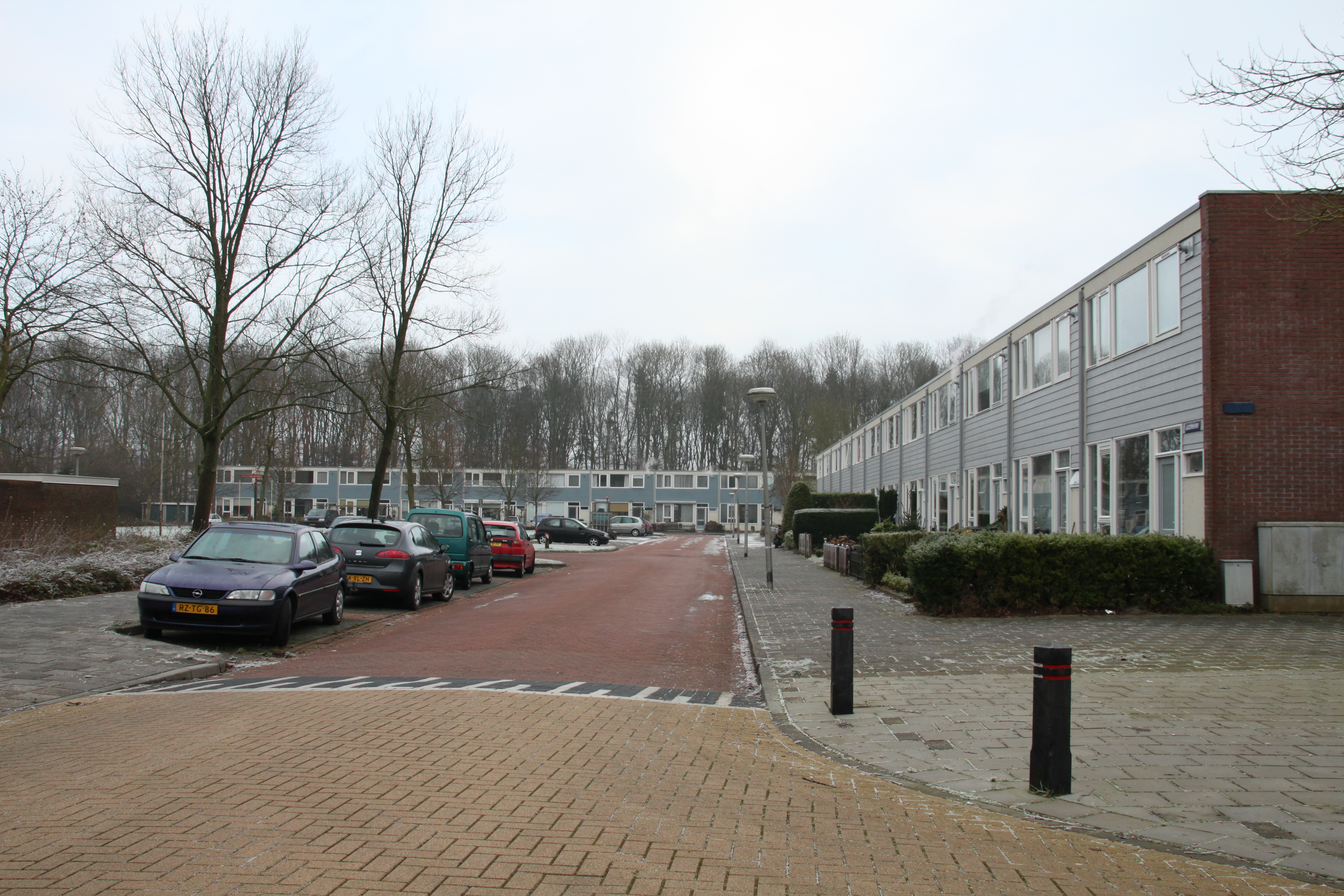
Una calle en Nagele.

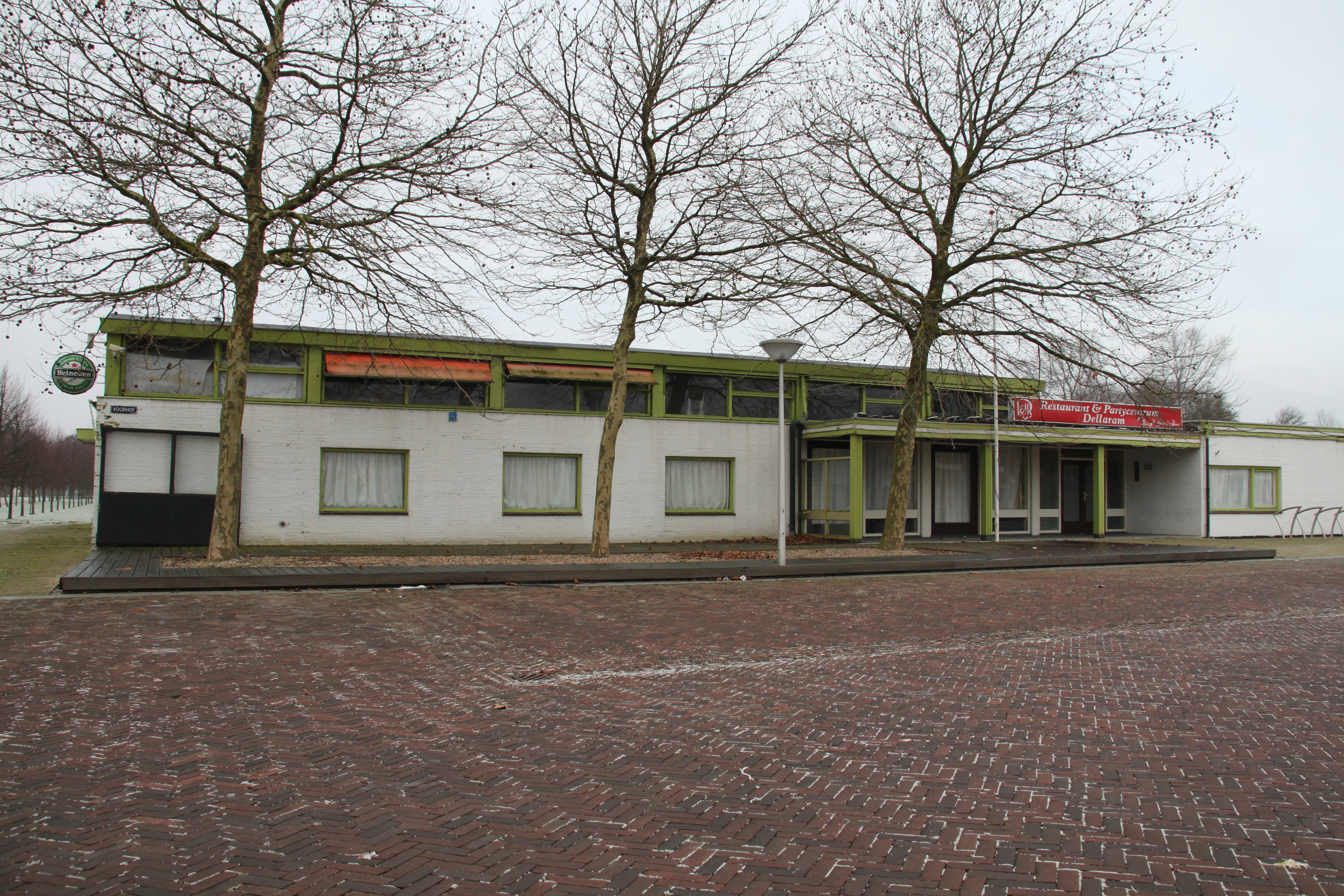
Un antiguo restaurante en Nagele.

El nuevo Nagele fue diseñado en los años cincuenta por el grupo de arquitectos de De Acht y Opbouw, entre ellos Cornelis van Eesteren, Aldo van Eyck, Gerrit Rietveld y la arquitecto de jardines Mien Ruys. Nagele es uno de los pocos lugares donde los arquitectos modernos de la década de 1950 pudieron realizar sus ideas a gran escala con los criterios de "Het nieuwe bowen";  ideas procedentes de la incorporación de estos arquitectos a los congresos CIAM, Congrès International d'Architecture Moderne. Los otros pueblos satélites alrededor de Emmeloord se construyeron por arquitectos de la Delftse School, escuela tradicional de Delft, en ese momento el estilo predominante.
La ubicación del nuevo pueblo fue planificada y desarrollada entre 1947 y 1949, entre otros, por Van Eesteren, sobre la base de unos bocetos iniciales de Rietveld. Su planemiento fue organizado de acuerdo con una estructura urbana estricta y ortogonal. Ambos grupos de arquitectos eran partidarios de hileras rectas de viviendas. Los edificios debían mostrar apertura y austeridad y utilizar vidrio y hormigón, buscando fundamentalmente 'luz, aire y espacio".  En la mesa de dibujo surgió la idea de cubiertas planas. 

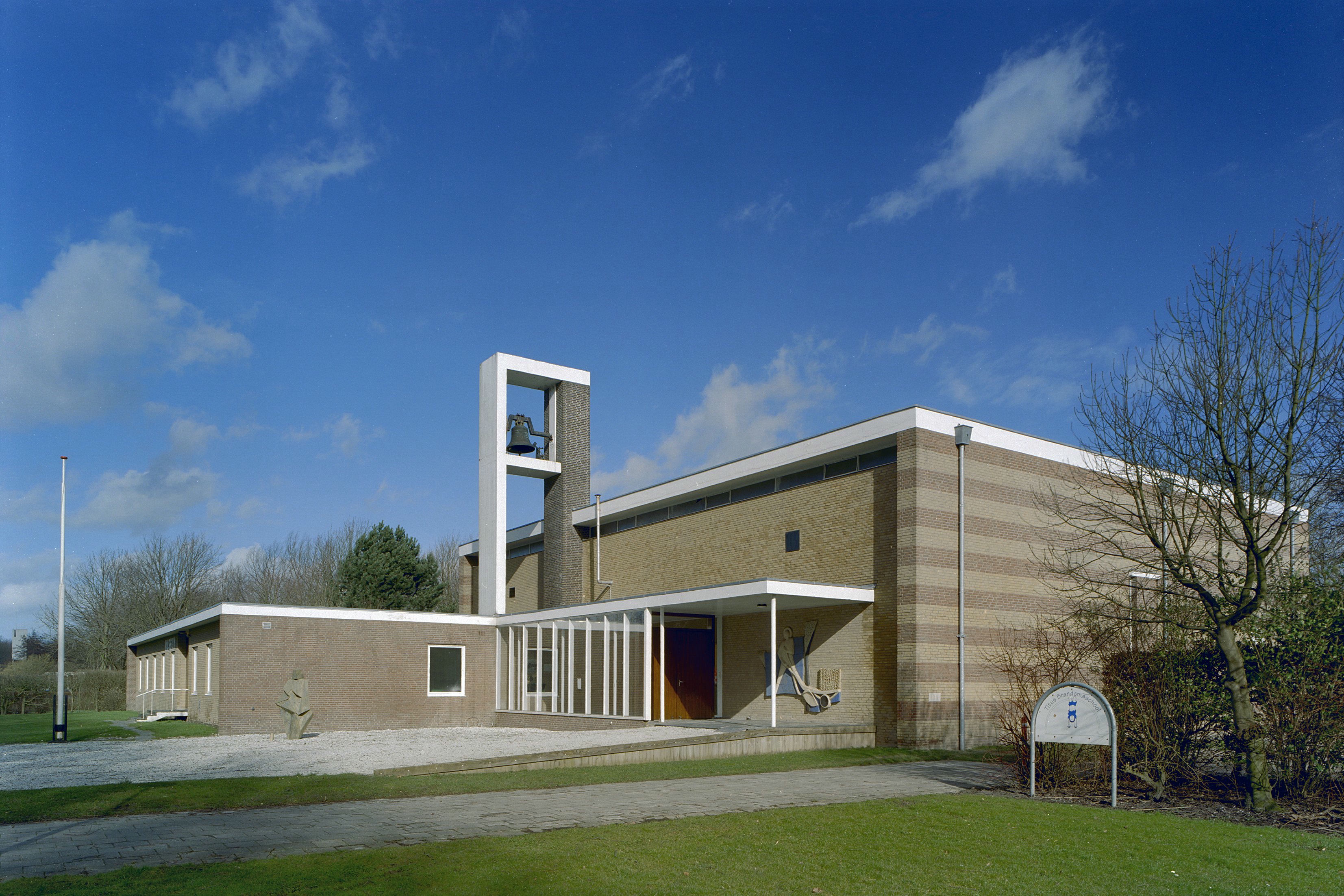
Museo de Nagele, antigua iglesia católica de San Isidro

La intervención se compuso de 300 viviendas, tres iglesias (una para cada una de las tres confesiones religiosas principales en ese momento), tres escuelas, un café restaurante, pequeñas tiendas, unas pequeñas industrias, algunos campos deportivos y un cementerio. 
El pueblo está rodeado por un muro de arbolado que lo protege del viento del pólder. Se hizo una clara separación entre las funciones de vida, trabajo, recreo y el tráfico rodado dentro de Nagele. Los edificios están ubicados al este de la carretera norte-sur, por lo que el tráfico directo se mantiene fuera del pueblo. El tráfico local  se organizó alrededor de un anillo exterior al parque verde central, diseñado por Ruys. Al oeste de este espacio verde central, se dispusieron tiendas en hilera de manera casi equidistante respecto a las áreas residenciales. Se crearon siete áreas residenciales, cada una con su propia zona verde central,  alrededor de los lados norte, este y sur del anillo de tráfico. Las viviendas se construyeron alineadas, en orientación  este - oeste, preferentemente, para una óptima iluminación solar.
La Rijksdienst voor het Cultureel Erfgoed  (Agencia Neerlandesa de Patrimonio Cultural) tiene registrados 30 municipios de nueva creación o de reconstrucción entre 1945 y 1965, bien por su interés nacional o internacional, pero de entre ellos Nagele se considera la muestra más importante por la coincidencia de arquitectos renombrados y la oportunidad que tuvieron de construir un canon de planeamiento moderno de la época.
El interés suscitado por  la creación de este pueblo, sus especiales características de planeamiento y arquitectura, pero también su tratamiento sociológico e histórico, le han convertido en sujeto de investigaciones y tesis de diversos países, entre ellos España. Ha sido objeto de tratamiento fílmico por el mismo director, que documentó el pueblo en dos fechas distanciadas más de cincuenta años entre ellas (1960 y 2012).

## Museo de Nagele
El Museo de Nagele se encuentra alojado en la antigua iglesia para el rito católico romano, construida por los arquitectos Theo Taen y Thomas Nix. Documenta en una exposición permanente el diseño, la ejecución y el desarrollo del pueblo de Nagele, un lugar único en la historia arquitectónica de los Países Bajos. 